# قوس قزح (فرقة روك)
قوس قزح (بالإنجليزية: Rainbow)‏ (المعروفة أيضا باسم راينتشي بلاكمور رينبو أو بلاكمور راينبو) هي فرقة موسيقى الروك البريطانية بقيادة عازف الجيتار ريتشي بلاكمور، نشطت من عام 1975 إلى عام 1984، ومن عام 1993 إلى عام 1997، ومنذ عام 2015 حتى الوقت الحاضر.
تم تأسيسها في الأصل مع مغني الروك الأمريكي روني جيمس ديو، واستمر مع ديو حتى عام 1979. إنضم ثلاثة موسيقيين بريطانيين في عام 1979 هم المغني غراهام بونيت، عازف لوحة المفاتيح دون ايري، ثم عازف الجيتار ديب بيربل عوض روجر غلوفر ولها الفضل في نجاحها التجاري للفرقة مع ألبوم «منذ كنت ذهبت».
على مر السنين، مرت Rainbow بالكثير من التغييرات مع عدم وجود أي ألبومين يضمان نفس أعضاء الفرقة. كان عمل الفرقة الأوّل رائداً في مجال إنتاج الميتال، حيث ظهر في البداية في كلمات غامضة بأسلوب معدني كلاسيكي جديد، لكنه ذهب في اتجاه تجاري أكثر بساطة بعد رحيل ديو عن المجموعة.
تم تصنيف قوس قزح في المرتبة 90 على قائمة أكبر 100 فنان من هارد روك. باعت الفرقة أكثر من 28 مليون ألبوم في جميع أنحاء العالم، 1,420,000 نسخة منها في المملكة المتحدة فقط.

## روابط خارجية
- قوس قزح على موقع ميوزك برينز (الإنجليزية)
- قوس قزح على موقع أول ميوزيك (الإنجليزية)
- قوس قزح على موقع ديسكوغز (الإنجليزية)